# Kenji Miyazaki
Kenji Miyazaki (Fukuoka, 24 juni 1977) is een voormalig Japans voetballer.

## Carrière
Kenji Miyazaki speelde tussen 2000 en 2001 voor Kyoto Purple Sanga.